# Bernard de Nogaret de La Valette d'Épernon
Bernard de Nogaret de La Valette (1592 Angoulême - 25. července 1661 Paříž) byl vévoda de Épernon a francouzský generál, syn Jeana Louise de Nogaret de La Valette a Marguerity de Foix-Candale a vnuk konetábla Jindřicha z Montmorency. Přes rod své matky si mohl nárokovat anglický titul hraběte z Kendalu, který byl původně udělen v roce 1446 jeho předkovi Jeanu de Foix.

## Život
Narodil se v roce 1592 v Angoulême. V roce 1622 se oženil s Gabrielle-Angélique de Verneuil, legitimizovanou dcerou Jindřicha IV. a markýzy de Verneuil. Gabrielle-Angélique mu porodila syna Louis-Charles-Gaston de Candale a dceru Anne-Louise-Christine de Foix de La Valette d'Épernon. Gabrielle-Angélique zemřela v roce 1627. Dle nepodložených legend ji měl Bernard otrávit. V roce 1634 se oženil s Marií Ducambaut, neteří kardinála Richelieu. Jeho druhé manželství nebylo šťastné, protože Bernard zcela propadl kouzlu jisté Ninon de Lartigue, ženy ze střední třídy, která nad ním měla absolutní moc. Bernard ji až do konce svého života podporoval obrovskými částkami peněz.

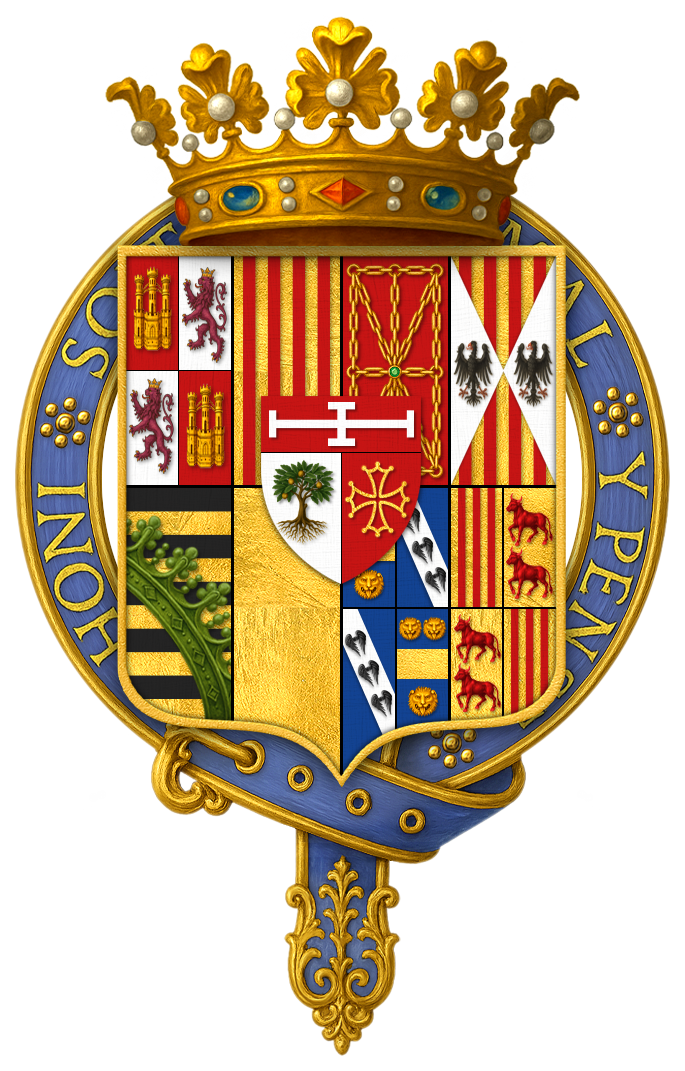
Podvazek Bernarda de Nogaret de Foix, Duc d'Épernon, KG

Stejně jako jeho otec, i Bernard udělal kariéru v armádě. Byl jmenován generálplukovníkem pěchoty a bojoval při obléhání Saint-Jean-d'Angély (1621), Royan (1622) a při obsazení průsmyku Suse (1629). 15. května 1633 byl jmenován rytířem du Saint-Esprit a v roce 1635 byl Ludvíkem XIII. pověřen obnovením pořádku v zemi po povstáních proti zvyšování daní a náboženských nepokojů. I proto bojoval v Pikardii (1636), v Guyenne a nakonec proti Španělům, v roce 1637 potlačil vzpouru rolníků, Révolte des Croquants.
V roce 1638 při obléhání Fuenterrabia (Hondarribia) odmítl dále vést útok, protože průlom v obraně nepřítele nebyl dostatečný k jeho prolomení a porážce nepřítele. Vedení vojska proto předal viceadmirálovi Henrimu de Sourdis, který za cenu vysokých ztrát na životech vlastních vojáků zaútočil. Tyto ztráty na životech byly přesto připisovány vévodovi Bernardovi de La Valette (zejména jej obviňoval princ de Condé), ačkoliv ten již byl prokazatelně v jiné části armády, kterou odvedl do Bayonne. Richelieu, který Bernarda de La Valetta nenáviděl, jej nechal soudit před mimořádným soudem, kterému předsedal sám král (1639). Soud vrátil návrh rozsudku smrti k doplnění. Tohoto času využil Bernard de La Valette k útěku do Anglie, kde obdržel Podvazkový řád. Rozsudek byl později vykonán na jeho podobizně.
Po smrtí svého otce v roce 1642 zdědil titul vévody de Épernon. Po smrti Ludvíka XIII. pařížský parlament zrušil jeho trest (1643) a tak vrátil do Francie. V roce 1648 byl ustanoven guvernérem Guyenne. Ve stejném roce byl ustanoven k tomu, aby potlačil revoltu parlamentu v Bordeaux, který odmítl povolit odvoz zásob obilí ze strachu před hladomorem. Bernard byl později jmenován guvernérem Burgundska (1654–1660), byl rovněž protektorem divadelní společnosti Charlese Dufresna (jehož nejznámějším členem byl Molière).
Zemřel v Paříži v roce 1661.

## Potomci
- Louis-Charles-Gaston de Candale
- Anne-Louise-Christine de Foix de La Valette d'Épernon

## Další příbuzní
- Guillaume de Nogaret
- Jean Parisot de la Valette
- Jean Louis de Nogaret de La Valette